# Nattglada
Nattglada (Elanus scriptus) är en australisk fågel inom ordningen hökfåglar som vanligen placeras i familjen hökar. Som namnet avslöjar är den ovanligt för hökfåglar mestadels nattlevande. Beståndet växlar kraftigt, så pass att IUCN listar den som nära hotad.

## Utseende
Nattgladan är en liten (34–37 cm) ljus falkliknande glada med stort rundat huvud och långa vingar som når långt utanför stjärtspetsen på sittande fågel. Den är lik svartskuldrad glada som den delar utbredningsområde med ljusgrå ovansida förutom svarta övre vingtäckare och mörkgrå handpennoor, vit undersida, röda ögon och svart näbb. Karakteristiskt är teckningen på vingundersidorna, vitt med ett svart band från axillarerna till handpennornas bas.

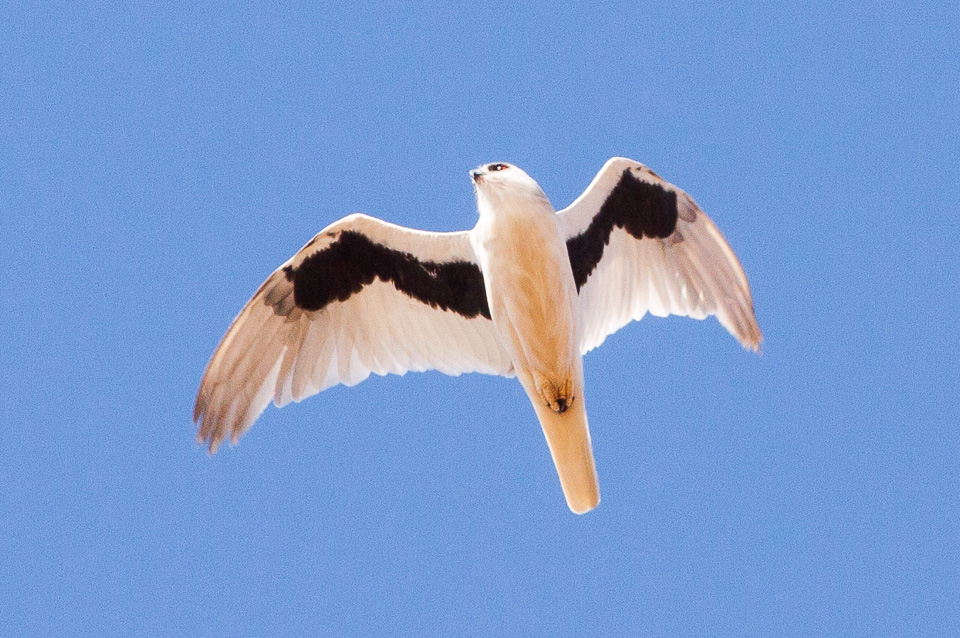

## Utbredning och systematik
Nattgladan förekommer i de inre regionerna av Australien, och oregelbundet utåt kusterna. Den behandlas som monotypisk, det vill säga att den inte delas in i några underarter.

### Släktskap
Nattgladans släkte Elanus utgör tillsammans med saxstjärtsgladan (Chelictinia) och pärlgladan (Gampsonyx) systergrupp till alla andra arter i familjen hökar. Genetiska studier visar att de skildes åt redan under tidig miocen, och parat med skillnader i cytologi, morfologi och ekologi rekommenderar författarna till studien att de urskiljs som en egen familj, Elanidae. Hittills har endast Birdlife International följt dessa rekommendationer, medan tongivande International Ornithological Congress och eBird/Clements, liksom svenska Birdlife Sverige, än så länge behåller kladen bland hökarna.

## Levnadssätt
Nattgladan gör skäl för sitt namn eftersom den olikt i stort sett alla rovfåglar jagar på natten. Dagtid vilar den i träd, ofta av arten Eucalyptus coolabah. Nattgladan bebor öppet eller sparsamt bevuxet landskap och uppträder vanligen i flock, men kan också ses enstaka och i par. Det är en mycket social fågel som både vilar, häckar och ibland jagar tillsammans. Ljudliga kolonier kan bestå av upp till hundra individer. Arten häckar under de svalare månaderna, med en topp i juli, när bestånden av råttor är som högst. Boet är en öppen plattform av kvistar, vari den lägger två till sju ägg som ruvas 31 dagar. Efter ytterligare fem veckor är ungarna flygga. Under år med kraftig populationsökning bland råttor kan nattgladan lägga kull efter kull till råttpopulationen kraschar och ägnar då lite tid åt att ta hand om flygga ungar. Beståndet av nattglada kan under sådana förhållanden tillfälligt tiofaldigas. Den livnär sig också av olika sorters ryggradslösa djur.

## Status
Nattgladans bestånd växlar kraftigt beroende på födotillgång och kan under mellanår bli relativt litet. Det uppskattas till mellan 1000 och 2000 vuxna individer. Internationella naturvårdsunionen (IUCN) kategoriserar arten som nära hotad.